# Nathan O'Neill
Nathan O'Neill (Sydney, 23 de novembre de 1974) és un ciclista australià, professional des de 2000 al 2010.
Gran contrarellotgista, els seus majors èxits els ha aconseguit en aquesta especialitat, guanyant fins a set vegades el Campionat d'Austràlia en contrarellotge i la medalla d'or als Jocs de la Commonwealth de 2006, a Melbourne.
El novembre de 2007 fou suspès pel seu equip, el Health Net, per haver donat positiu en un control antidopatge per fentermina.
El 2010 va tornar a competir a l'equip Bahati Foundation.

## Palmarès
- 1994
  -  Campió d'Austràlia en contrarellotge
- 1996
  -  Campió d'Austràlia en contrarellotge
- 1997
  - 1r al Gran Premi de la Industria, Comerç i Artesanat Aglianese Internazionale
  - 1r al Canberra Tour
- 1998
  -  Campió d'Austràlia en contrarellotge
- 2000
  - Vencedor d'una etapa a la Volta a Suècia
- 2001
  - 1r a la Florència-Pistoia
  - Vencedor d'una etapa al Tour de Langkawi
- 2002
  -  Campió d'Austràlia en contrarellotge
  -  Medalla de bronze als Jocs de la Commonwealth en la contrarellotge individual
- 2003
  - 1r a la Sea Otter Classic i vencedor d'una etapa
  - 1r als Canadian Open Road Championships
  - Vencedor de 2 etapes de la Redlands Bicycle Classic
  - Vencedor d'una etapa del Tour de Georgia
  - Vencedor d'una etapa del Tour de Toona
  - Vencedor d'una etapa de la Cascade Cycling Classic
  - Vencedor d'una etapa al Tour de Langkawi
- 2004
  -  Campió d'Austràlia en contrarellotge
  - Vencedor d'una etapa al Tour de Beauce
  - Vencedor d'una etapa al Valley of the Sun Stage Race
  - Vencedor d'una etapa a la Fitchburg Longsjo Classic
  - Vencedor d'una etapa al Tour de Toona
- 2005
  -  Campió d'Austràlia en contrarellotge
  - 1r al Tour de Beauce i vencedor d'una etapa
  - Vencedor d'una etapa al Tour de Langkawi
  - Vencedor d'una etapa a la Cascade Cycling Classic
- 2006
  -  Campió d'Austràlia en contrarellotge
  -  Medalla d'or als Jocs de la Commonwealth en la contrarellotge individual
  - 1r a la Redlands Classic i vencedor d'una etapa
  - 1r a la Mount Hood Cycling Classic i vencedor de 2 etapes
  - Vencedor d'una etapa a la Cascade Cycling Classic
  - Vencedor d'una etapa al Gran Premi Nature Valley
- 2007
  -  Campió d'Austràlia en contrarellotge
  - 1r al Tour de Gila i vencedor d'una etapa
  - 1r a la Mount Hood Cycling Classic i vencedor d'una etapa
  - 1r al Tour d'Elk Grove i vencedor d'una etapa
  - Vencedor d'una etapa al Gran Premi Nature Valley
  - Vencedor d'una etapa al Tour de Toona